# سما عالية (مسلسل)
سما عالية مسلسل كويتي، تدور احداثه عن حياة الفتاة شيخة التي تنتمي لاسره منغلقه وترتبط براشد الرجل المتفتح لتبدا حياتها الجديدة، في 1969 وحتى بداية 2002 من إخراج محمد دحام الشمري.

## الممثلون
هذه قائمة لبعض الممثلين الذين شاركوا في المسلسل:
- جاسم النبهان، بدور «إبراهيم المريش».
- زهرة الخرجي، بدور «غنيمة أم مساعد».
- حمد العماني، بدور «راشد».
- فوز الشطي، بدور «ليلى».
- عبدالله التركماني، بدور «صالح».
- عبدالله السيف، بدور «مساعد».
- شيماء سليمان، بدور «شيخة / عالية».
- مي عبدالله، بدور «سميحة».
- نور العبدالله، بدور «مريم».
- أحمد النجار، بدور «فيصل».
- أحمد سعيد، بدور «محفوظ».
- غادة الكندري، بدور «سميرة».